# Eurhadina
Eurhadina  (лат.) — род цикадок из отряда полужесткокрылых.

## Описание
Цикадки длиной около 3—4 мм. Умеренно стройные или коренастые, светлоокрашенные, часто дорсовентрально сплющенные, дендрофильные. Надкрылья обычно с рисунком из бурых пятен и полос. Для СССР указывалось более 7 видов, в Палеарктике более 13.
- Eurhadina angulata Linnavuori, 1962
- Eurhadina concinna (Germar, 1831)
- Eurhadina donata Logvinenko, 1978
- Eurhadina kirschbaumi Wagner, 1937
- Eurhadina loewii (Then, 1886)
- Eurhadina pulchella (Fallén, 1806)
- Eurhadina remanei Drosopoulos, 1999
- Eurhadina ribauti Wagner, 1935
- Eurhadina saageri Wagner, 1937